# Hanwha Group
Hanwha Group ist eine als Jaebeol strukturierte südkoreanische Holdinggesellschaft mit Sitz in Seoul und gehört zu den größten Konzernen in Südkorea. Vorsitzender ist Kim Seung-yeon. Das Unternehmen ist in den Wirtschaftsbereichen Chemie, Rüstung, Versicherungen, Logistik, Telekommunikation, Schiffbau und Immobilien tätig.

## Geschichte
Noch vor dem Ende des Koreakrieges 1952 erwarb Chong-Hoa Kim die Josean Gunpowder Joint Market Inc. und gründete die Korean Explosives Company (Hangook Whayak). Ein Jahr später erwarb er die Chosun Öl- und Fettfabrik. Die inzwischen unter dem Namen Hanwha operierenden Unternehmen entwickelten 1958 die Herstellung von Nitroglycerin weiter zu einer eigenen Sprengstoffproduktion. In den 1960er Jahren beteiligte sich das Unternehmen am Bau des Geongbu Expressways, einer für die Entwicklung des Landes wichtigen Schnellstraße. 1965 erfolgte die Übernahme der Korea Hwasang Industrial Company Ltd., die später zur Hanwha Chemical und Hanwha Advanced Materials umfirmierte und zum Einstieg in die petrochemische Industrie beitrug.
Mit der Gründung der Kyungin Energy (später Hanwha Energy) 1969 erfolgte der Einstieg in den Atomkraftwerksbau.
1976 wurde die Sungdo Securities und damit der erste Finanzdienstleister übernommen. 
Nach dem Tod des ersten Vorstandsvorsitzenden erfolgten ab 1981 unter dem Nachfolger Seung-Youn Kim weitere strategische Übernahmen, wie die Hanyang Chemical, Dow Chemical Korea und 1985 die Hotelkette Junya Group, die spätere Hanwha Hotels & Resorts. 1986 übernahm er die hochpreisige Einzelhandelskette Hanyang Stores, die später zur Hanwha Galleria mit fünf Luxus-Einkaufszentren wurde. 
1997 beendete die asiatische Finanzkrise vorerst die Unternehmensexpansion und führte zu einer umfassenden Restrukturierung. 
2002 wurde die hochverschuldete Korea Life Insurance übernommen, ebenfalls umstrukturiert und 2012 in Hanwha Life umfirmiert.
2010 gelang mit der Übernahme der Solar Fun Power (später Hanwha Solar One) der Einstieg in die Solarindustrie. Ende August 2012 wurde bekannt, dass Hanwha das deutsche Solarunternehmen Q-Cells übernehmen wolle. Dem Kaufvertrag musste noch das Bundeskartellamt zustimmen. Nach erfolgter Zustimmung übernahm Hanwha mit Wirkung zum 16. Oktober 2012 große Teile des Geschäftsbetriebs der Q-Cells SE und brachte sie in die neu gegründete Hanwha Q-Cells ein. Die Transaktion umfasste den Standort in Bitterfeld-Wolfen mit Forschung, Entwicklung und Produktion, den Produktionsstandort in Malaysia sowie die Vertriebsgesellschaften in den USA, Japan und Australien. Weiterbeschäftigt wurden rund 1.300 der weltweit rund 1.500 Mitarbeiter. 2020 wurde Hanwha Chemicals mit Hanwha Q-Cells verschmolzen.
2015 erfolgte die Übernahme von vier auf chemische und Rüstungsgüter spezialisierte Tochtergesellschaften von Samsung, die zu Hanwha General Chemical, Hanwha Total Petrochemical, Hanwha Techwin und Hanwha Systems umfirmierten und insgesamt zum führenden Rüstungsunternehmen Koreas wurden. 
Am 24. Mai 2023 schloss Hanwha die Übernahme des südkoreanischen Schiffbauers Daewoo Shipbuilding & Marine Engineering ab und benannte das Unternehmen in Hanwha Ocean um.
Hanwha besitzt unter anderem das Seoul Plaza Hotel sowie weitere Hotelanlagen in Pusan und Jeju-si. Zu Hanwha gehört auch das Einkaufszentrum The Galleria in Seoul.
Hanwha ist des Weiteren Eigentümer der südkoreanischen Baseballmannschaft Hanwha Eagles.
Hanwha Aerospace baut die Hyunmoo-Raketen für die südkoreanischen Streitkräfte.

## Organisation
Die Gesellschaft ist in folgende Geschäftsbereiche gegliedert:
- Luft- und Raumfahrttechnologie, Ozean- und Mechatroniklösungen
- Grüne Energie Technik
- Nachhaltige Energie Lösungen
- Finanzen, Luxuswarenhäuser, und -hotels, Dienstleistungen

Der Bereich Grüne Energie umfasst Solartechnologie, Windenergieerzeugung und Wasserstoffgewinnung. Der Bereich Nachhaltige Energie ist auf den Gebieten Biotechnologie, Gentechnik, Biopharmazeutika und Datenspeicherung tätig.